# Pradomuseet

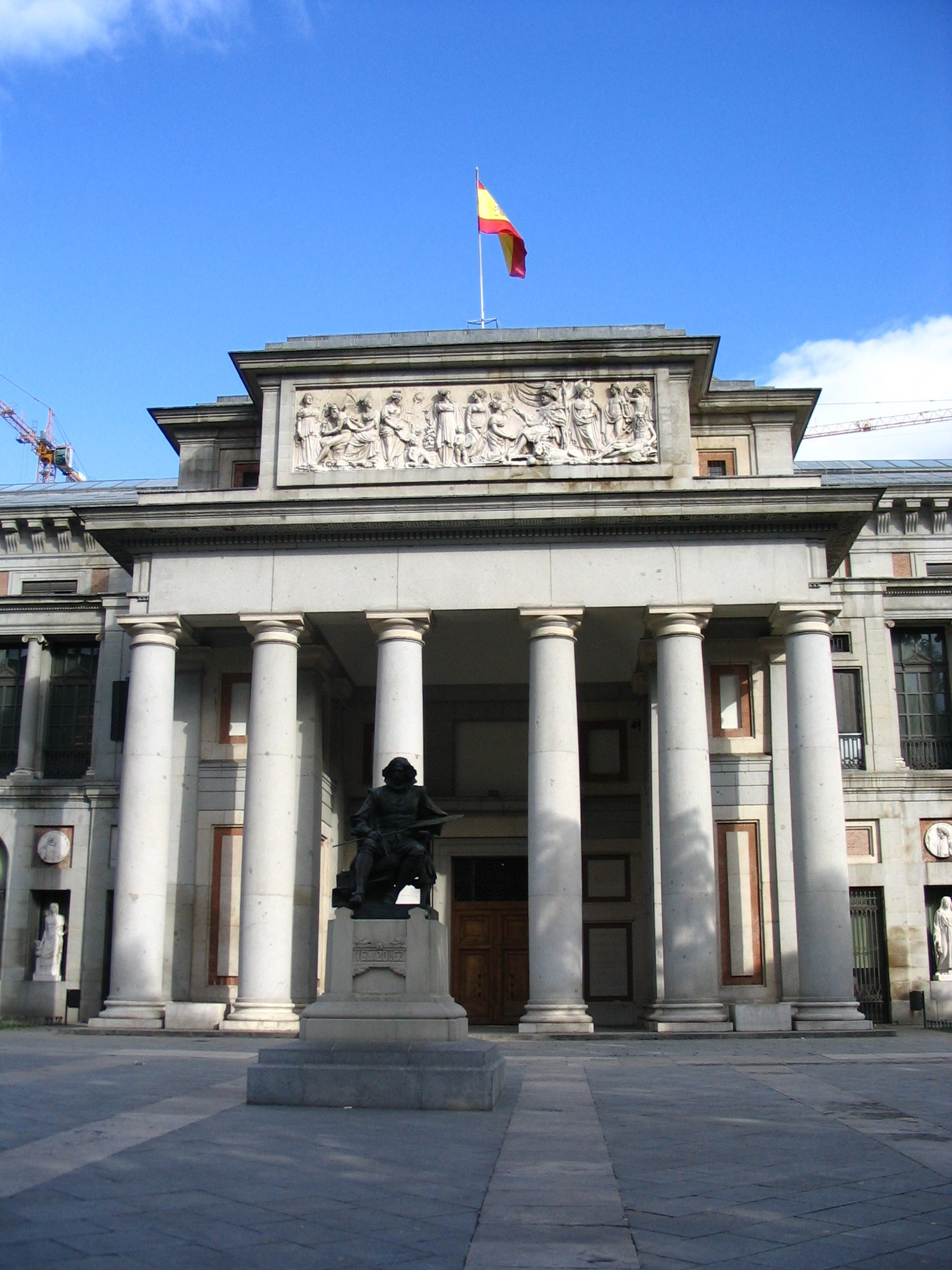
Pradomuseet.

Pradomuseet (spanska Museo del Prado) är ett berömt konstmuseum i Madrid, som innehåller en av världens främsta konstsamlingar. Det ligger vid promenadstråket Paseo del Prado. Prado betyder äng.
Pradomuseet byggdes 1785 och innehåller mer än 2 200 tavlor, bland vilka många mästerverk, och samlingarna räknas som de främsta i Europa. Dess samling av äldre spanskt måleri är enastående men museet omfattar även bland annat italienskt och nederländskt måleri. Skulpturgalleriet innehåller verk som tillhört den svenska drottning Kristina och som fördes till Madrid av Filip V:s gemål, Elisabet Farnese. 
Av konstnärerna på Prado finns bland annat flera av Diego Velázquez och Francisco de Goya mest kända verk såsom Hovdamerna respektive Den 3 maj 1808 i Madrid: arkebuseringen. Det finns även Rembrandts Judit på Holofernes bankett. Konst från senare tid, i huvudsak från 1881 (Pablo Picassos födelseår) till nutid, återfinns i Museo Reina Sofía.